# Powiat Miura
Powiat Miura (jap. 三浦郡 Miura-gun) – powiat w Japonii, w prefekturze Kanagawa. W 2020 roku liczył 31 514 mieszkańców.

## Miejscowości
- Hayama

## Historia[2]

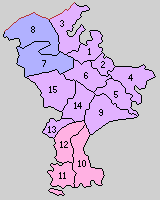
Powiat Miura (1–15 – 1889 r.)

- Powiat został założony 22 lipca 1878 roku. Wraz z utworzeniem nowego systemu administracyjnego 1 kwietnia 1889 roku powiat Miura został podzielony na 3 miejscowości: Yokosuka, Uraga i Misaki oraz 12 wiosek: Toshima, Uragō, Kurihama, Kinukasa, Hayama, Tagoe, Kitashitaura, Minamishitaura, Hasse, Nagai, Takeyama i Nakanishiura[3].
- 1 października 1903 – wioska Toshima zdobyła status miejscowości. (4 miejscowości, 11 wiosek)
- 15 grudnia 1906 – miejscowość Toshima została włączona w teren miejscowości Yokosuka. (3 miejscowości, 11 wiosek)
- 15 lutego 1907 – miejscowość Yokosuka zdobyła status miasta. (2 miejscowości, 11 wiosek)
- 1 lipca 1911 – wioska Nakanishiura zmieniła nazwę na Nishiura.
- 1 czerwca 1914 – wioska Uragō zdobyła status miejscowości i zmieniła nazwę na Taura. (3 miejscowości, 10 wiosek)
- 1 kwietnia 1924 – wioska Tagoe zdobyła status miejscowości i zmieniła nazwę na Zushi. (4 miejscowości, 9 wiosek)
- 1 stycznia 1925 – wioska Hayama zdobyła status miejscowości. (5 miejscowości, 8 wiosek)
- 11 lutego 1926 – wioska Nagai zdobyła status miejscowości. (6 miejscowości, 7 wiosek)
- 15 lutego 1933 – wioska Kinukasa została włączona w teren miasta Yokosuka. (6 miejscowości, 6 wiosek)
- 1 kwietnia 1933 – miejscowość Taura została włączona w teren miasta Yokosuka. (5 miejscowości, 6 wiosek)
- 1 lipca 1935 – wioska Nishiura zdobyła status miejscowości i zmieniła nazwę na Ōkusu. (6 miejscowości, 5 wiosek)
- 1 kwietnia 1937 – wioska Kurihama została włączona w teren miasta Yokosuka. (6 miejscowości, 4 wioski)
- 1 kwietnia 1940 – wioska Minamishitaura zdobyła status miejscowości. (7 miejscowości, 3 wioski)
- 1 kwietnia 1943 – miejscowości Uraga, Zushi, Nagai i Ōkusu oraz wioska Takeyama zostały włączone w teren miasta Yokosuka. (3 miejscowości, 1 wioska)
- 1 lipca 1950 – teren dawnej miejscowości Zushi został odłączony od miasta Yokosuka i miejscowość Zushi została ponownie utworzona. (4 miejscowości, 1 wioska)
- 15 kwietnia 1954 – miejscowość Zushi zdobyła status miasta. (3 miejscowości, 1 wioska)
- 1 stycznia 1955 – miejscowości Minamishitaura, Misaki i wioska Hasse połączyły się twotrząc miasto Miura. (1 miejscowość)